# Leonardo Patrasso
Leonardo Patrasso de Guarcino (1230 - 7 de dezembro de 1311) foi um cardeal italiano, Deão do Sagrado Colégio dos Cardeais.

## Biografia
Parente, provável tio ou primo do Papa Bonifácio VIII, pois a mãe do papa era Emilia Patrasso di Guarcino. Seu sobrenome também é listado como Guercino, Gratino e Guerrino (a partir de sua terra natal).
Em 1247, consta que foi cânone do capítulo da catedral de Alatri. Em 16 de novembro de 1290, tornou-se bispo de Alatri.
Eleito bispo de Modon em cerca de 1295. Transferido para a Sé de Aversa, em 17 de junho de 1297. Depois, foi nomeado administrador apostólico da Sé de Ostia e Velletri, em 25 de fevereiro de 1298, após a morte do Cardeal Hugues Aycelin de Billom, O.P., ocupando o cargo até fevereiro de 1299. Promovido a sé metropolitana de Cápua, em 20 de julho de 1299.
Foi criado cardeal-bispo no consistório de 2 de março de 1300, recebendo a sé suburbicária de Albano. Subscreveu bulas papais em 1300 a 1304. Foi nomeado Decano do Colégio dos Cardeais, em 1309.
Morreu em 7 de dezembro de 1311, em Lucca, a caminho de coroar o imperador Henrique VII e foi sepultado na igreja dos Dominicanos, na mesma cidade.

## Conclaves
- Conclave de 1303 - participou da eleição do Papa Bento XI
- Conclave de 1304–1305 - participou da eleição do Papa Clemente V